# Frente de la Marina
El Frente de la Marina es uno de los cuatro frentes que cercan el Primer Recinto Fortificado de la ciudadela española Melilla la Vieja, en Melilla. Se encuentra al sur del Primer Recinto Fortificado.

## Descripción

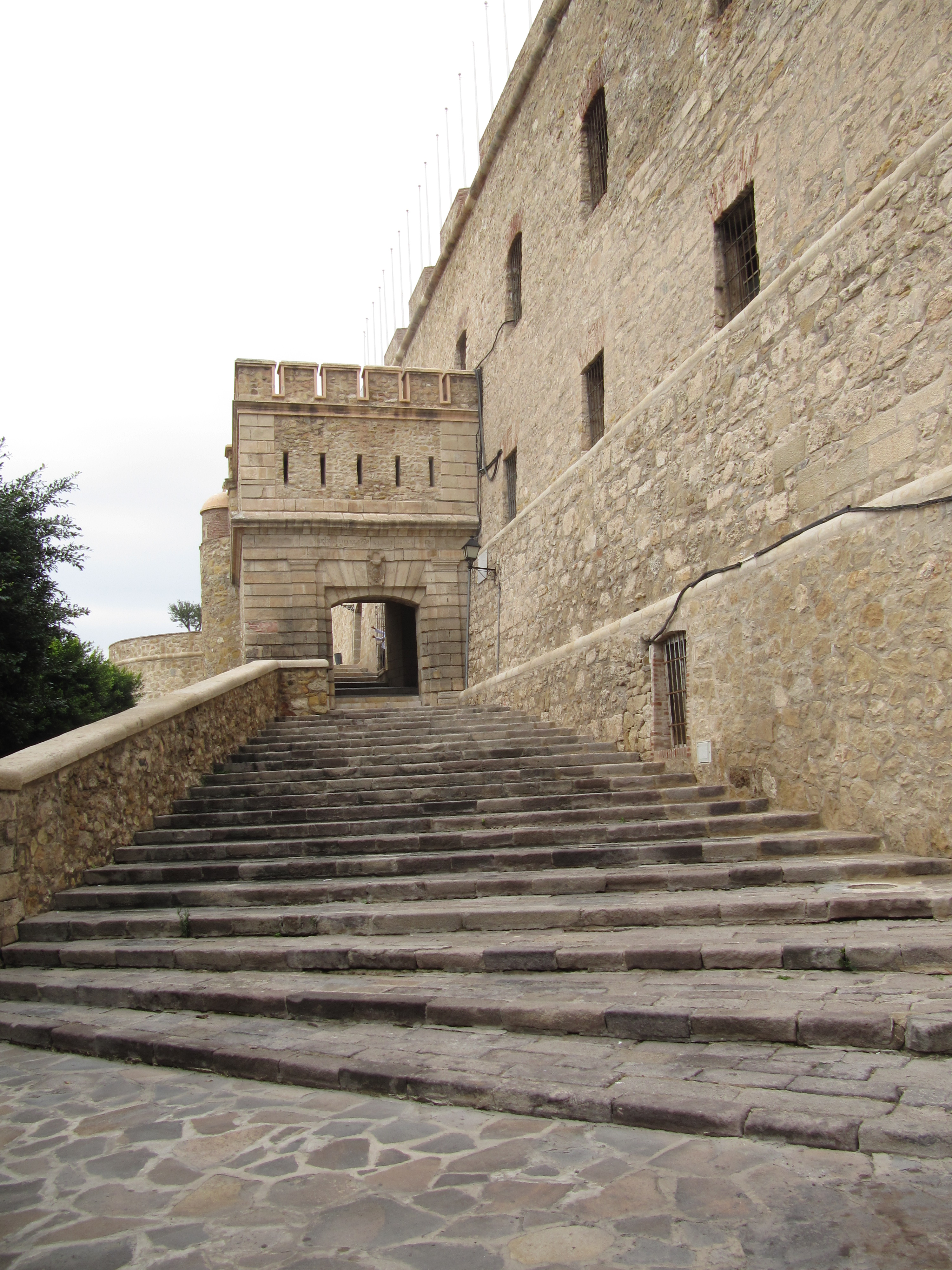
Puerta de la Marina.

Desde este a oeste está formado por: el Torreón de Florentina, la Muralla de Florentina, el Torreón de San Juan, el Cuartel de Santa Ana, por el que se accede al Aljibe Viejo, el Cuartel de la Maestranza, y la  Batería de San Felipe. Fue reconstruido entre 1677 y 1678, y en 1914 se le instaló una balaustrada, y entre 1927 y 1930 se instaló un parapeto de almenas más adelante, y también la Puerta de la Marina.
El Torreón de la Avanzadilla, construido en 1604 según proyecto de Pedro de Heredia de paso al Frente de Tierra.
A los pies de la Muralla de Florentina se encontraba la Estatua del comandante de la Legión Francisco Franco Bahamonde, última estatua del dictador Francisco Franco en una vía pública, retirada el 23 de febrero de 2021.